# Oegoconiites borisjaki
Oegoconiites borisjaki är en fjärilsart som beskrevs av Kuznetsov 1941. Oegoconiites borisjaki ingår i släktet Oegoconiites och familjen Symmocidae. Inga underarter finns listade i Catalogue of Life.